# Carlo Buonaparte
Charles Bonaparte o Carlo Buonaparte  de nombre completo Carlo Maria di Buonaparte (Ajaccio, 27 de marzo de 1746-Montpellier, 24 de febrero de 1785) fue un abogado y diplomático corso, más conocido por ser el padre de Napoleón Bonaparte.
Buonaparte fue representante de Córcega ante la corte de Luis XVI. Mucho después de su muerte, su segundo hijo superviviente, Napoleón, se convirtió en emperador de los franceses; posteriormente, varios de los otros hijos de Buonaparte recibieron títulos reales de su hermano y se casaron con miembros de la realeza.

## Biografía
Nacido en Córcega, era hijo del Nobile (noble) Giuseppe Maria Buonaparte (31 de mayo de 1713 - 13 de diciembre de 1763) y de su esposa, la Nobile Maria Saveria Paravicini (1715 - antes de 1750), ambos miembros de la nobleza corsa. Su padre fue el representante de Ajaccio en el consejo de la Corte francesa, en 1749.
Su abuelo paterno fue Sebastiano Niccolò Buonaparte (29 de septiembre de 1683 - 24 de noviembre de 1760) y su abuela materna Maria Colonna Bozzi (c. 1668 - 16 de octubre de 1704). Los detractores de Napoleón sostienen que su relación con la familia Colonna es incierta.

## Carrera

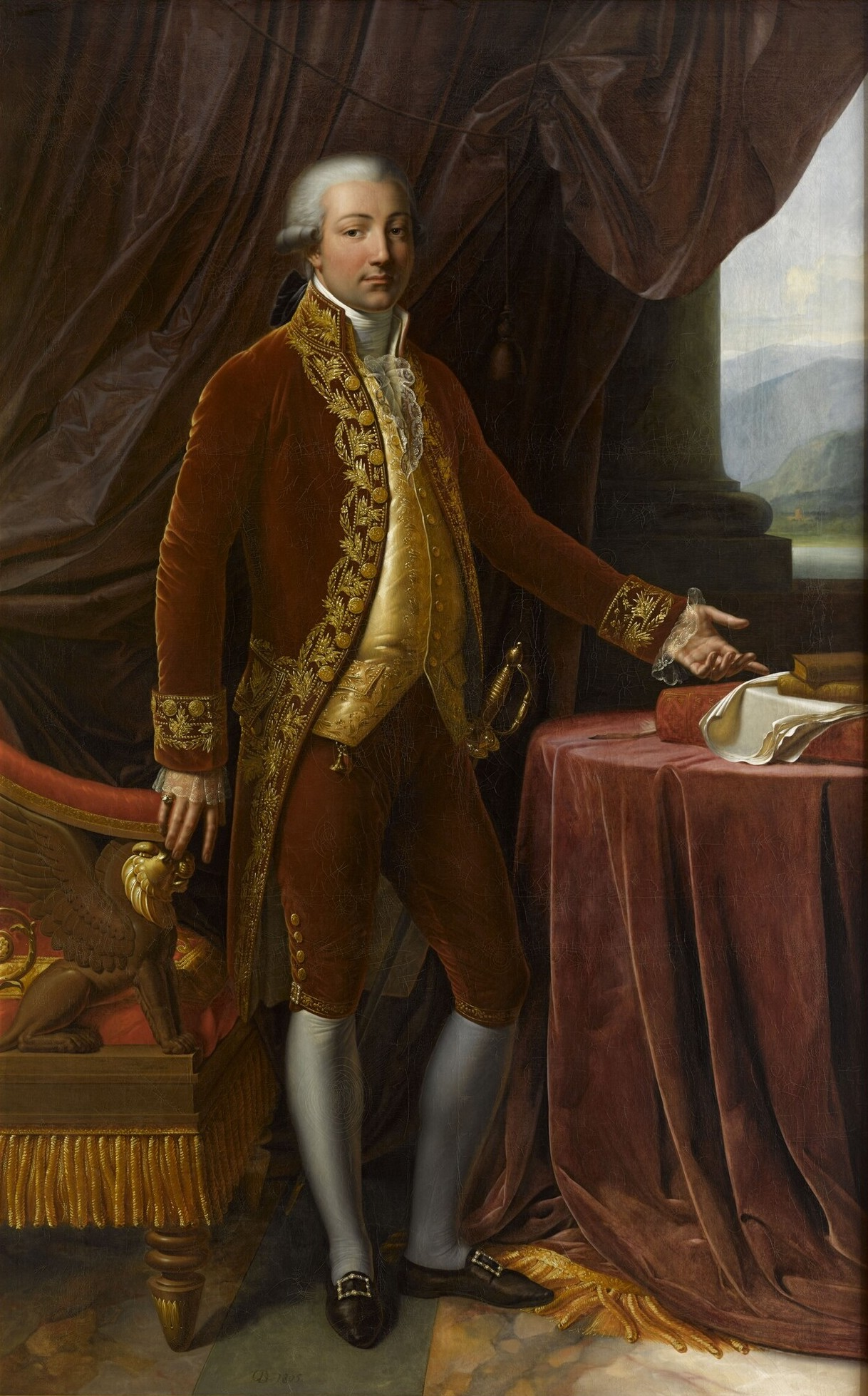
Carlos María Bonaparte (1806), por Girodet-Trioson.

Buonaparte dejó Córcega poco después de su matrimonio para estudiar derecho en Roma en los tiempos de Clemente XIII, ciudad que abandonó apresuradamente el 31 de agosto de 1765 por motivos desconocidos. Se incorporó en Córcega a la recién fundada universidad en un curso de ética en diciembre. Tras su graduación encontró empleo como secretario del líder de la República Corsa, Pasquale Paoli, en 1767.
Un año después de ello, la República de Génova ya veía imposible recuperar el control de Córcega y ofreció a Luis XV de Francia la isla como pago de una deuda, acto que fue visto en Córcega como instigación de los genoveses a una invasión francesa. De hecho, Francia aceptó la cesión de Córcega y envió tropas para suprimir la República Corsa. Buonaparte fue inicialmente un decidido opositor a la intervención francesa pero tras las derrotas corsas de 1768-1769, Carlo cambió de opinión y aceptó colaborar con el nuevo régimen. Así, tras la conquista francesa siendo nombrado asesor del consejo real por Ajaccio y su distrito el 20 de septiembre de 1769 y nunca más dio muestras de oposición al poder francés.
Buonaparte fue galardonado con un Doctorado en derecho por la Universidad de Pisa el 27 de noviembre de 1769. Cuando la administración francesa creó una orden de nobleza en Córcega en 1770, Carlo fue, el 13 de septiembre de 1771 recompensado con ella, añadiéndola al título de "Noble Patricio de Toscana" que había heredado en 1769 de sus parientes lejanos de San Miniato en Toscana. 
Fue nombrado representante de Córcega en la corte del rey Luis XVI de Francia en Versalles en 1778, pero embarcado en una serie de empresas, y aficionado a los grandes gastos, perdió gran parte de su fortuna. Murió en Montpellier (Francia), a los 38 años de edad, dejando esposa y ocho hijos.

## Familia
Carlo Buonaparte se enamoró de una mujer de la familia Forciol. Su tío paterno, el archidiácono Luciano Buonaparte (8 de enero de 1718 - 16 de octubre de 1791), en cambio, le convenció de que se casara con la Nobile Maria Letizia Ramolino, proveniente de la República de Génova y con una dote de siete mil liras.
La boda entre Carlo Buonaparte y Maria Ramolino se celebró el 2 de junio de 1764. Juntos tuvieron 12 hijos:
- Napoleone Buonaparte (1764 - 17 de agosto de 1765).
- Maria Anna Buonaparte (1 de enero de 1767 - 3 de enero de 1768).
- José Bonaparte (7 de enero de 1768 - 28 de julio de 1844),  Rey de España (1808-1813)
- Napoleón Bonaparte (originalmente: Napoleone Buonaparte) (15 de agosto de 1769 - 5 de mayo de 1821). Así llamado por su difunto hermano mayor.  Emperador de Francia (1804-1814) , (1815).
- Maria Anna Buonaparte (1770). Así llamada por su difunta hermana mayor. Nacida muerta.
- Maria Anna Buonaparte (14 de julio - 23 de noviembre de 1771). Así llamada por sus difuntas hermanas mayores.
- Luciano Bonaparte (21 de mayo de 1775 - 29 de junio de 1840), Príncipe de Canino y Musignano.
- Elisa Bonaparte (13 de enero de 1777 - 7 de agosto de 1820), Gran Duquesa de Toscana (1809-1814).
- Luis Bonaparte (2 de septiembre de 1778 - 5 de julio de 1844),  Rey de Holanda (1806-1810).
- Un hijo, nacido muerto en 1779.
- Paulina Bonaparte (20 de octubre de 1780 - 9 de junio de 1825), Duquesa y Princesa de Guastalla.
- Carolina Bonaparte (24 de marzo de 1782 - 18 de mayo de 1839), Reina de Nápoles y Sicilia (1808-1814).
- Jerónimo Bonaparte (15 de noviembre de 1784 - 24 de junio de 1860),  Rey de Westfalia (1807-1813).